# Sabine Schmitz
Sabine Schmitz (Adenau, 1969. május 14. – Rosenheim, 2021. március 16.) német autóversenyző és televíziós műsorvezető, a „Nürburgring királynője”. 2021. szeptember 11-től a Nürburgring T13-as tribünje előtt fekvő 90 fokos balkanyar – Schmitz tiszteletére – a Sabine Schmitz-kanyar elnevezést viseli.

## Élete
Egy nürburgi vendéglátós családban nőtt fel, szüleinek szállodája volt a Nürburgring mellett. Már fiatalon édesanyja autóját hajtotta a nyilvánosság számára megnyitott Nürburgringen. A motorsport űzése mellett mellett szállodai szakember és sommelier végzettséget szerzett. Férjével Pulheimben üzemeltettek egy szállodát, majd 2000-ben történt válásuk után Sabine a nürburgi Fuchsröhre éttermet vezette. Később férjhez ment a húsgyáros és amatőr autóversenyző Klaus Abbelenhez, akivel 2005-ben közösen megalapították a Frikadelli Racing versenycsapatot.

## Motorsport
1990-ben és 1991-ben Sabine Schmitz a Nordschleifén rendezett Castrol-HAUGG-kupa három futamát megnyerte. Aztán a BFGoodrich endurance bajnokságban versenyzett. Nővéreihez hasonlóan ő is versenyzett a Ford Fiesta Mixed kupában, ahol 1991-ben és 1992-ben bajnok lett. 1995-ben a dél-afrikai Szuper Túraautó-kupán és 1999-ben Brazíliában sportautó versenyeken vett részt.
1996-ban Sabine Schmitz első női versenyzőként (első férje nevét viselve Sabine Reck néven) megnyerte a Nürburgringi 24 órás autóversenyt. A sikert a Scheid Motorsport színeiben egy BMW M3 E36-tal érte el, Johannes Scheid és Hans Widmann versenyzőtársakkal. 1997-ben Johannes Scheid, Hans-Jürgen Tiemann és Peter Zakowski társaként szintén a  Scheid Motorsporttal sikerült megismételni a győzelmet. 1998-ban a Rendezvényszervezők Nürburgringi Hosszútávú Bajnokságában (VLN) sikerült győznie szintén első női bajnokként. 
Néhány év csökkentett aktivitás után férjével és szponzorával, Klaus Abbelennel ismét versenyképes autóval volt aktív a Nürburgringen. Először egy Porsche 911 (997) Cup pilótájaként versenyzett, majd 2008-ban Klaus Abbelen, Edgar Althoff és Kenneth Heyer csapattársaként harmadik helyen végeztek Frikadelli Racing színeiben a Nürburgringi 24 órás versenyen.
Mivel a VLN-versenyt 2008 szeptemberében lemondták, Schmitz és Abbelen a következő hétvégén a nürburgringi körversenyen versenyeztek, ahol negyedik összesített győzelmüket aratták. Sabine Schmitz volt a leggyorsabb, 7:09 perces új körrekorddal. Ez a köridő volt, a legjobb, amit ezen a versenyen, valaha szívómotoros autóval elértek. A második versenyen 7:07-re sikerült javítani az időt, újra megdöntve a körrekordot.
2013-ban az ADAC Nürburgringi 24 órás autóversenyen egy Porsche 911 (997) GT3 R-rel indulva 16. helyen végzett.
2014-ben az ADAC Zürich Nürburgringi 24 órás autóversenyen 41 kör után feladni kényszerült a versenyt.
2015-ben az ADAC Nürburgringi 24 órás autóversenyen 45 kör után Patrick Huisman, Patrick Pilet és Jörg Bergmeister versenyzőtársaival kiestek a versenyből.
2016-ban az ADAC Nürburgringi 24 órás autóversenyen egy új Porsche 911 (991) GT3 R-rel versenyzett Klaus Abbelen, Patrick Huisman és Norbert Siedler mellett, mindössze 50 teljesített kör után kiestek.

## Ringtaxi
Sabine Schmitz saját becslése szerint 2010-re körül-belül 20 000 kört teljesített a Nordschleifén, évi 1200 körrel számolva. Ez a hatalmas szám elsősorban a Ringtaxi néven üzemeltetett vállalkozás révén jött össze, amelyben 2010-ig hosszú éveken át részt vett. A Ringtaxi ügyfelei befizethettek arra, hogy egy autóversenyző egy BMW M5-tel vigye őket egy kört a ringen. Más neves versenyző is részt vett a szolgáltatásban, például Claudia Hürtgen és Hans-Joachim Stuck. 2010-ben hasonló céllal saját vállalkozást indított Speedbee Racetaxi néven, egy Porsche GT3 RS-sel vitte körbe az ügyfeleket. Hatalmas tapasztalata és tudása miatt a sajtó gyakran a Nürburgring királynőjeként említette.

## Televíziós szereplések
Az első televíziós szereplése 2002-ben volt, amikor Jeremy Clarkson Meets the Neighbours című sorozatában Clarksont vitte egy kört a Ringtaxival. 2004-ben a Top Gearben szerepelt, Jeremy Clarksont látta el tanácsokkal, hogy egy Jaguar S-type dízellel tíz perc alatti köridőt tudjon elérni. A köridőt sikerült összehozni, de Schmitz azt mondta, hogy ezt a köridőt egy furgonnal is tudná teljesíteni. 2005-ben ismét meghívták a Top Gearbe vendégszerepelni, ahol egy utcai Ford Transittal próbálta a előző évi kijelentését teljesíteni. A tíz perc alatti köridő ugyan nem sikerült, de figyelemre méltó 10:08-as időt ért el, az erre teljesen alkalmatlannak tűnő autóval, közben jóval erősebb autókat és motorkerékpárokat vezető amatőröket gyakorlatilag körbeautózva a pályán.   
2006 szeptemberétől a DMAX televíziós csatornán Carsten van Ryssennel és Tim Schrickkel közösen vezették a D Motor című autós műsort. Műsorvezető társaival együtt 2011-ben újra meghívták a Top Gearbe vendégként. 2011-től Tim Schrickkel a Sport1-en a Turbo magazint vezették, illetve 2014-től Jumbo Schreinerrel a Test my Ride sorozatot a DMAX-on.
2016-ban Jeremy Clarkson elbocsátása után, Richard Hammond és James May sem vállalták tovább a Top Gear vezetését, ezért a BBC teljesen megújult műsorvezetőgárdával folytatta a sorozatot, amiben Chris Evans, Matt LeBlanc Eddie Jordan, Rory Reid és Chris Harris mellett helyet kapott Sabine Schmitz is.

## Fordítás
- Ez a szócikk részben vagy egészben  a   Sabine Schmitz című német Wikipédia-szócikk ezen változatának fordításán alapul.  Az eredeti cikk szerkesztőit annak laptörténete sorolja fel. Ez a jelzés csupán a megfogalmazás eredetét és a szerzői jogokat jelzi, nem szolgál a cikkben szereplő információk forrásmegjelöléseként.